# Joaquim Gomes (ciclista)
Joaquim Augusto de Oliveira Gomes (Lisboa, 21 de Novembro de 1965) é um ciclista português considerado um dos nomes mais importantes do ciclismo de seu país.
Tendo participado em 18 edições da Volta a Portugal das quais venceu duas, 1989 e 1993. Finda a sua carreira profissional em 2002, e passou a desempenhar o cargo de director da Volta a Portugal em Bicicleta.
Actualmente é director da Volta a Portugal desde 2003.

## Clubes
- 1986, 1987 Sporting
- 1988 Louletano-Vale do Lobo
- 1989 Torreense-Sicasal
- 1990 Sicasal-Acral
- 1991 Calbrita - Akai - Lousa
- 1992, 1993, 1994 Recer-Boavista
- 1995 Sicasal/Acral
- 1996 LA Alumínios
- 1997, 1998, 1999, 2000 LA Pecol
- 2001, 2002 Carvalhelhos-Boavista

## Volta a Portugal
- (1987)  (2º lugar na 5ª etapa)
- (1988)  (3º Lugar)
- (1989)  (1º Lugar) (Vencedor de 2 Etapas)
- (1990)  (2º Lugar) (Vencedor de 2 Etapas)
- (1992)  (3º Lugar) (Vencedor Prémio da Montanha) (Vencedor de 1 Etapa)
- (1993)  (1º Lugar) (Vencedor de 2 Etapas)
- (1994)  (3º Lugar) (Vencedor de 2 Etapas)
- (1995)  (Desistiu) (Vencedor de 1 Etapa)
- (1996)  (4º Lugar)
- (1997)  (3º Lugar)
- (1998)  (5º Lugar)
- (2000)  (7º Lugar)
- (2001)  (5º Lugar)

## Palmares
- Grande Prémio Jornal de Notícias('95)
- Volta a Portugal('93, '89)
- Volta ao Algarve em Bicicleta('92, '88)
- Grande Prémio Internacional de Torres Vedras-Troféu Joaquim Agostinho('94, '90)
- Volta ao Alentejo + 1 etapa ('88)
- Grande Prémio Abimota + 1 etapa (87)
- Grande Prémio O Jogo (91)
- Grande Prémio Correio da Manhã + 1 etapa (94)
- Grande Prémio do Minho + 1 etapa (95)
- Volta a Tras os Montes e Alto Douro + 1 etapa (96)
- Circuito da Malveira (97)
- Campeão nacional Ciclismo em Estrada(97,99)
- Circuito de São João da Madeira(97)
- Circuito de Nafarros(98)
- Criterium Casais de São Lourenço(99)
- Criterium Premio de Celorico da Beira(99)
- 2x etapas Tour du Vaucluse('92)
- 9x etapas Volta a Portugal('94, '93, '92, '90, '89)
- 3x etapas Grande Prémio Jornal de Notícias('95, '88, '87)
- 2x etapas Volta ao Algarve em Bicicleta('92, '91)
- Setúbal - Portinho 1989
- Classica de Setubal 1989
- Alto da Arrábida 1989
- 1º no Prologo Grande Prémio O Jogo 1989
- 1º no GP da Marinha Grande 1993
- 1º na etapa 2 Volta a Murtosa 1993
- 1º na etapa 8 Vuelta a Uruguay 1993
- 1º na etapa 5 Grande Prêmio Torres Vedras-Troféu Joaquim Agostinho 1994
- 1º na 3 etapa Volta a Lisboa 1995
- 1º na 3 etapa GP a Capital, GP de Lisboa 1995
- 1º no Prologo Grande Prémio Correio da Manhã 1995
- 1º na 4 etapa GP Lacticoop 1995
- 1º na 3 etapa Grande Prémio Abimota 1997
- 1º 5  etapa GP Sport Noticias 1997

Volta Ao Alentejo

- Amador Sub23
- Volta a Portugal do Futuro 1993

## Campeonatos nacionais
- (1991) Estrada (3º Lugar)
- (1997) Estrada (1º Lugar)
- (1999) Estrada (1º Lugar)